# Epping (stacja metra)
Epping – stacja londyńskiego metra położona na trasie Central Line, będąca ostatnią stacją północno-wschodniego odgałęzienia linii. Znajduje się w Epping w dystrykcie Epping Forest, w szóstej strefie biletowej i poprzedzona jest stacją Theydon Bois. W 2010 roku obsłużyła 2,860 miliona pasażerów.
W 1856 roku linie kolejowe Eastern Counties Railway (później Great Eastern Railway) utworzyły dwutorowe połączenie między Stratford i Loughton, a w 1865 dodały jednotorowe połączenie z Ongar. Popularność linii doprowadziła do zwiększenia liczby torów między Loughton i Epping. Linia była obsługiwana przez 50 składów dziennie na trasie Londyn-Loughton, z kolejnymi 22 do Epping i 14 do Ongar. Połączenie Loughton-Epping stało się częścią Central Line 25 września 1949 roku. Tymczasem połączenie Epping-Ongar było wciąż obsługiwane przez pociągi parowe aż do 1957 roku, kiedy to linia została całkowicie zelektryfikowana. Nie została ona jednak połączona z siecią główną Central Line, w związku z czym pasażerowie podróżujący poza Epping byli zmuszeni do przesiadki. Do 30 września 1994 roku stacja Epping służyła jako stacja przesiadkowa dla połączenia do Ongar.
W połowie lat 90. XX wieku stacja odnotowała znaczący wzrost liczby pasażerów, co było spowodowane zamknięciem znajdujących się w pobliżu stacji - North Weald, Blake Hall i Ongar. 11 maja 2008 na stronie internetowej Downing Street pojawiła się petycja wzywająca do wznowienia działania stacji North Weald i Ongar.

## Galeria

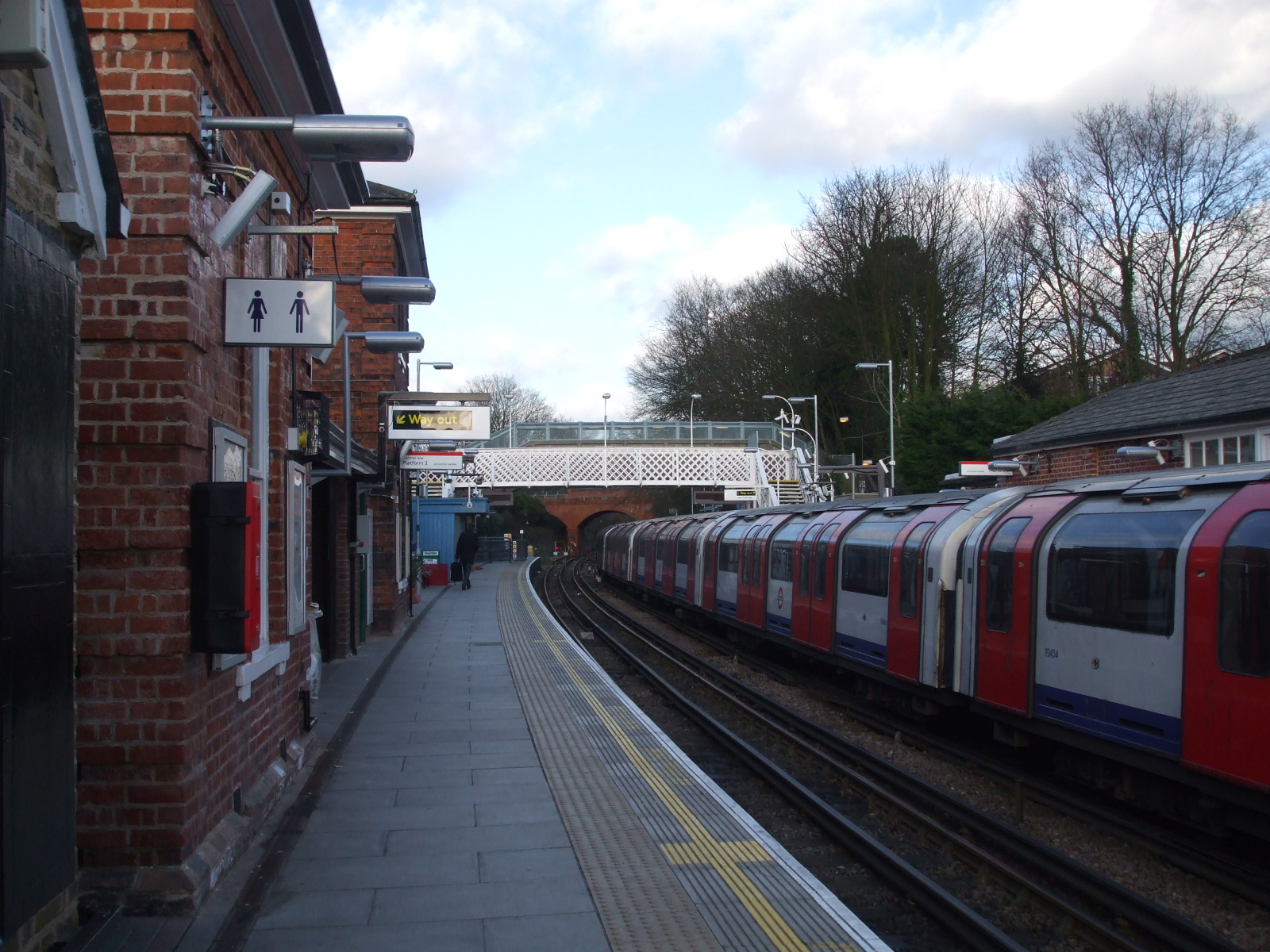
Widok na północ
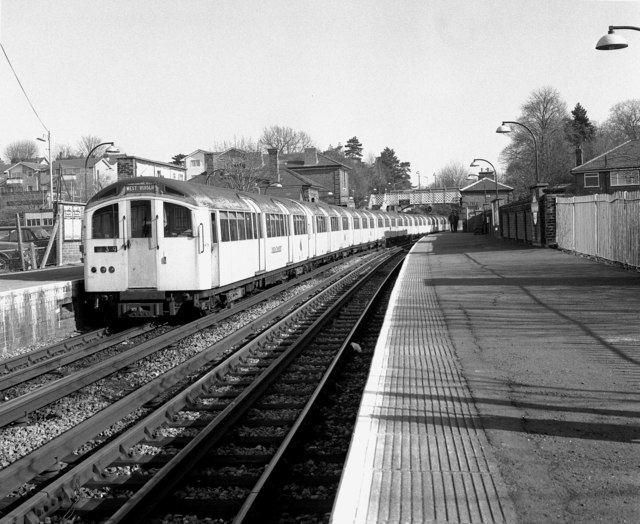
Stacja Epping, 1982
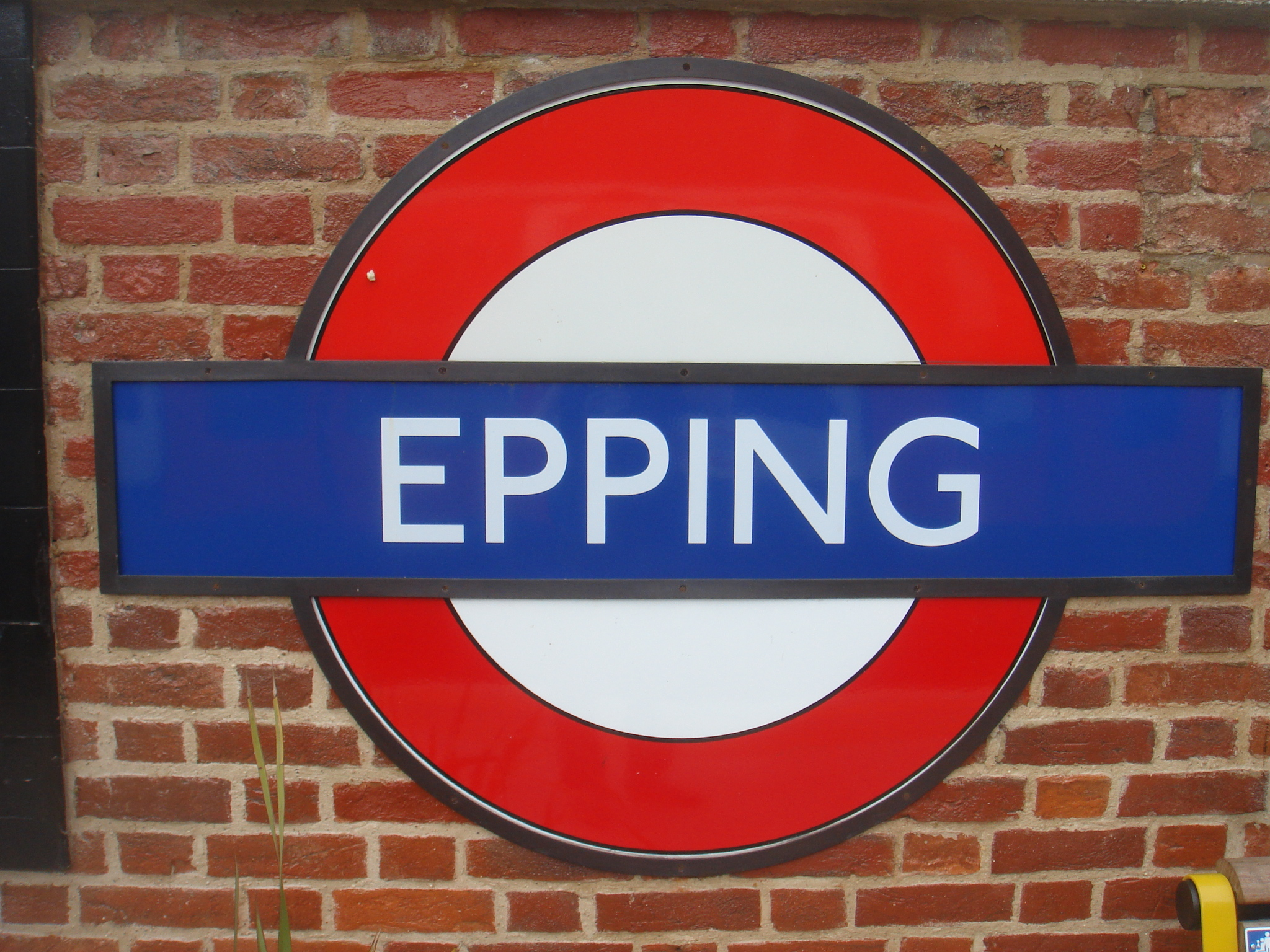
Symbol stacji